# Neto Borges
Vivaldo Borges dos Santos Neto (ur. 13 września 1996 w Saubarze) – brazylijski piłkarz, grający na pozycji lewego obrońcy w Clermont Foot 63.

## Klub

### Początki
Karierę piłkarską zaczynał w klubie Esporte Clube Vitória. Następnie, w latach 2015–2016 grał w juniorskich drużynach Rio Branco SC. Pierwszym klubem, gdzie Borges występował jako senior był Clube Atlético Tubarão SC.

### Hammarby IF
1 stycznia 2018 roku został zawodnikiem Hammarby IF. W szwedzkim klubie zadebiutował 1 kwietnia 2018 roku w meczu przeciwko IK Sirius (3:1 dla Hammarby). Brazylijczyk zagrał cały mecz. Pierwszą asystę 16 kwietnia w meczu przeciwko IF Brommapojkarna (4:0 dla klubu Borgesa). Asystował przy bramce Imada Khalilego w 25. minucie meczu. Łącznie w Szwecji rozegrał 2. P6 meczów i zaliczył 4 asysty

### KRC Genk
3 stycznia 2019 roku został zawodnikiem KRC Genk za 2 miliony euro. Po raz pierwszy wystąpił w tym klubie 26 stycznia 2019 roku w meczu przeciwko Royalowi Excel Mouscron (1:2 dla rywali Genku). Spędził na boisku całe spotkanie. Pierwszą asystę zaliczył 7 marca 2020 roku w spotkaniu przeciwko KV Oostende (2:4 dla Genku). Asystował przy bramce Théo Bongondy w 59. minucie. Łącznie w Genku zagrał 6 meczów i raz asystował. Z KRC Genk zdobył mistrzostwo (2018/19) i superpuchar Belgii (2019/20).

### CR Vasco da Gama
12 sierpnia 2020 roku został wypożyczony do CR Vasco da Gama. W tym klubie ze swojej ojczyzny zadebiutował 16 sierpnia 2018 roku w meczu przeciwko São Paulo FC (2:1 dla Vasco da Gama). Wszedł na boisko w 78. minucie, zastępując Felipe Borgesa. Pierwszą asystę zaliczył 14 listopada 2020 roku w meczu przeciwko Sport Club do Recife (0:2 dla zespołu Borgesa). Asystował przy bramce Germána Cano w 52. minucie. Łącznie w tym zespole zagrał 19 meczów i raz asystował.

### CD Tondela
7 sierpnia 2021 roku został wypożyczony ponownie – tym razem do CD Tondela. W portugalskim klubie po raz pierwszy wystąpił 22 sierpnia 2021 roku w meczu przeciwko Portimonense SC (0:3 dla rywali Tondeli). Wszedł na boisko w 74. minucie, zastępując Naoufela Khacefa. Pierwszą asystę zaliczył 13 września 2021 roku w meczu przeciwko Estorilowi Praia (1:2 dla Estroilu). Asystował przy bramce Juana Manuela Bosellego w 50. minucie. Pierwszego gola strzelił 23 października 2021 roku w meczu przeciwko FC Porto (1:3 dla rywali Borgesa). Do bramki trafił w 4. minucie. Łącznie w Portugalii zagrał 29 meczów, strzelił jednego gola i pięciokrotnie asystował.

### Clermont Foot 63
15 czerwca 2022 roku został zawodnikiem Clermont Foot 63, podpisując dwuletni kontrakt z opcją przedłużenia o kolejny rok. Gra z numerem 3 na koszulce.